# Diplostephium
 Diplostephium  Kunth, 1818 è un genere di piante angiosperme dicotiledoni della famiglia delle Asteraceae, sottofamiglia Asteroideae, tribù Astereae (Baccharis lineage) e sottotribù Baccharidinae.

## Etimologia
Il nome scientifico del genere è stato definito dal botanico Karl Sigismund Kunth (1788-1850) nella pubblicazione " Nova Genera et Species Plantarum" (Nov. Gen. Sp. [H.B.K.] 4(ed. fol.): 75) del 1818.

## Descrizione

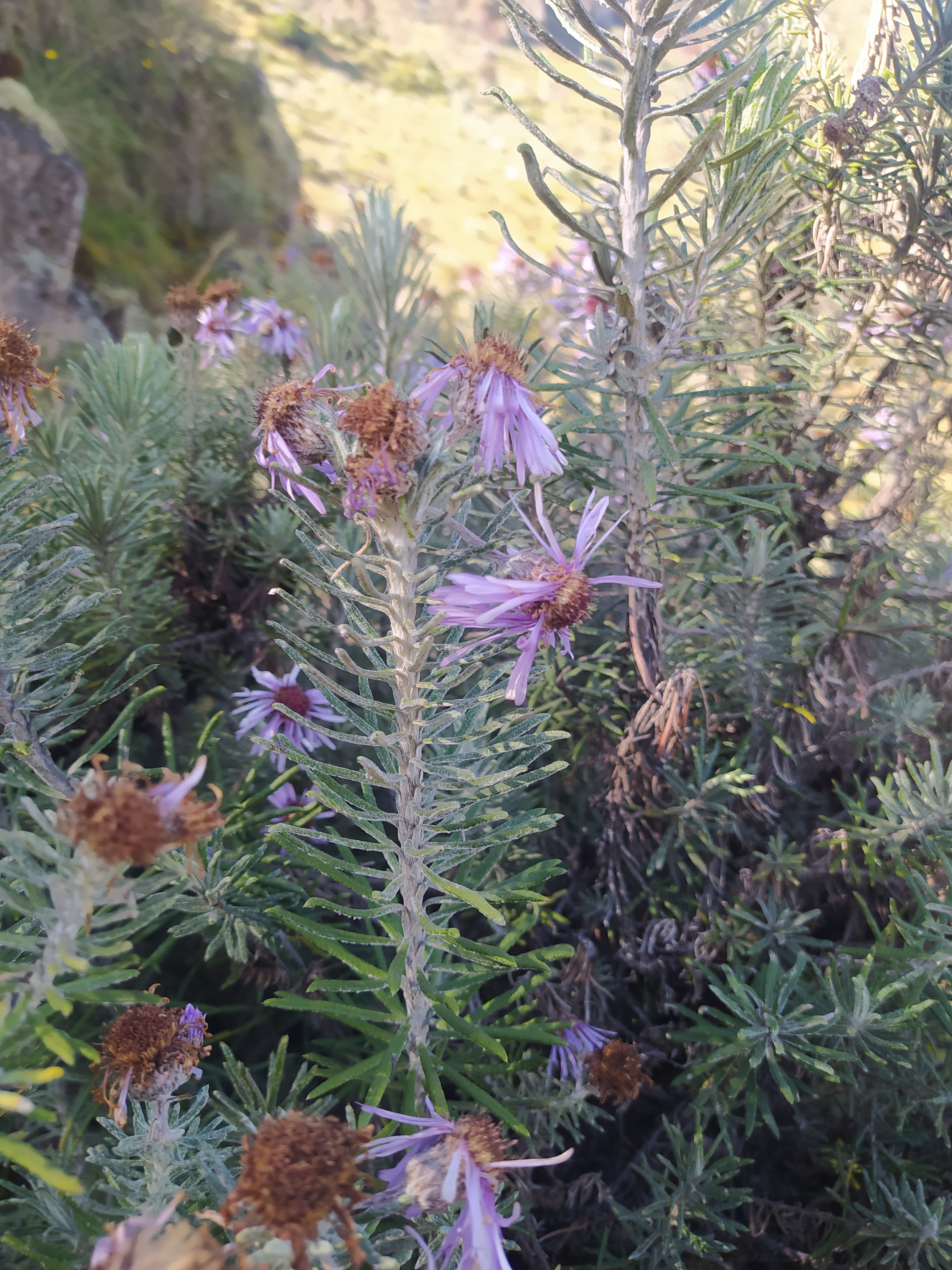
Il portamento
Diplostephium azureum

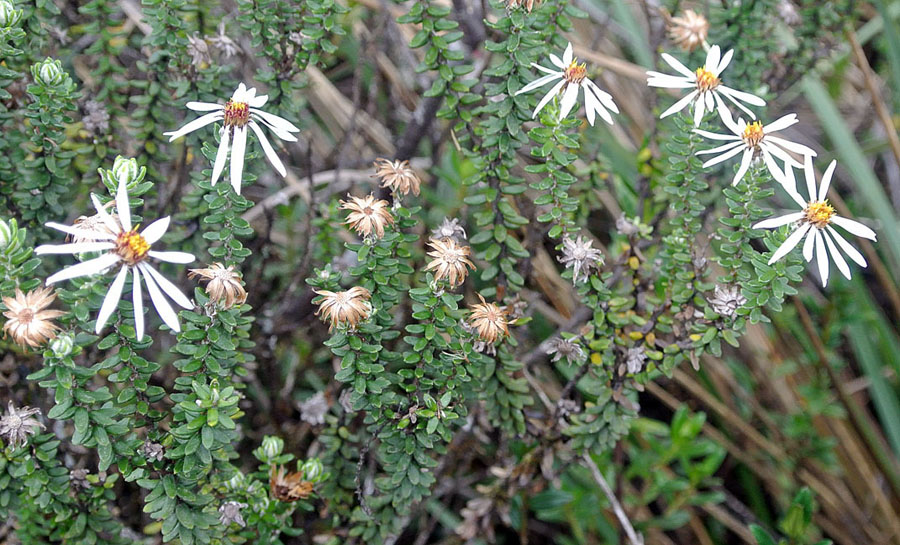
Le foglie
Diplostephium spinulosum

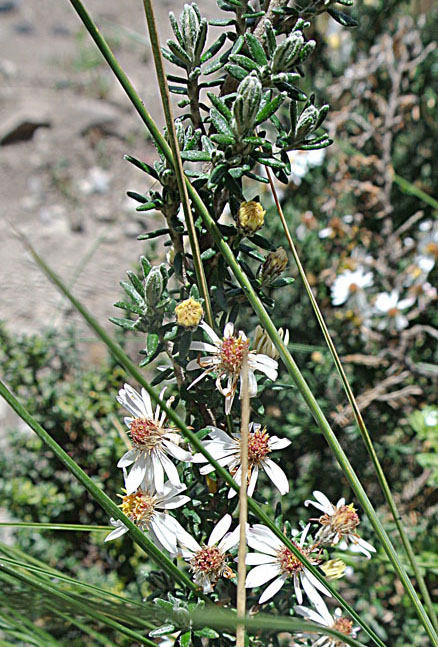
Infiorescenza
Diplostephium lavandulaefolium

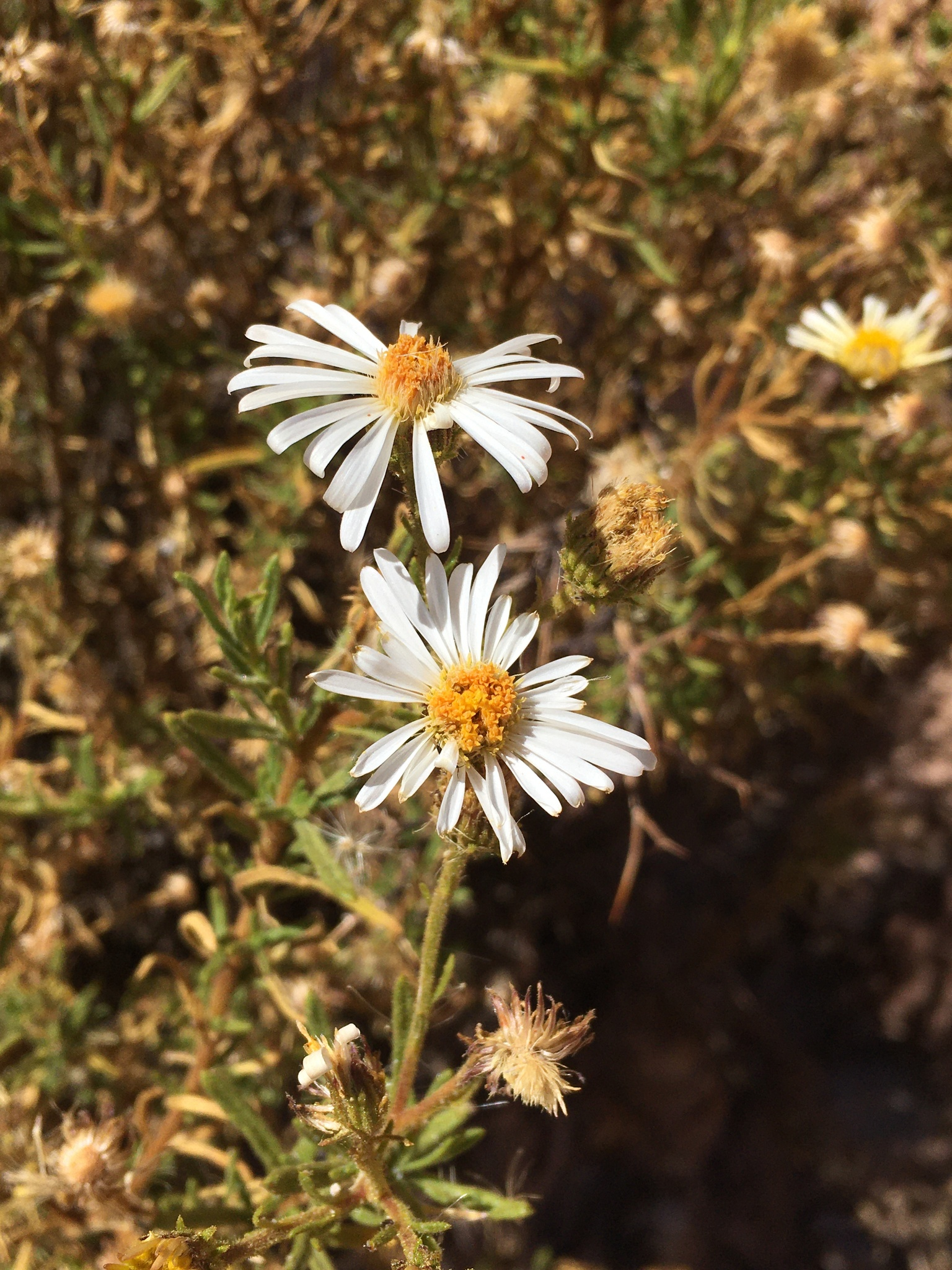
I fiori
Diplostephium meyenii

Portamento. Le specie di questo genere hanno un habitus di tipo arbustivo o piccolo-arboreo. Le superfici possono essere ricoperte da pubescenze lanose o ghiandole punteggiate.
Fusto. La parte aerea è eretta, semplice o ramosa. 
Foglie. Le foglie sono disposte in modo alternato, normalmente picciolate. La lamina è intera con varie forme (spesso lineari) e con margini piatti o revoluti. La superficie è percorsa da 1–3 nervi. La consistenza è coriacea. 
Infiorescenza. Le sinflorescenze sono composte da diversi capolini raccolti in formazioni corimbose o tirsoidi (sono presenti anche capolini singoli). Le infiorescenze vere e proprie sono composte da un capolino terminale peduncolato normalmente di tipo disciforme o radiato. I capolini sono formati da un involucro, con forme da cilindriche a emisferiche, composto da diverse brattee, al cui interno un ricettacolo fa da base ai fiori di due tipi: fiori del raggio e fiori del disco. Le brattee, non carenate, con forme da ovate a oblunghe o lineari e a consistenza erbacea, sono disposte in modo più o meno embricato e scalato su 4 - 7 serie. Il ricettacolo in genere è nudo ossia senza pagliette a protezione della base dei fiori; la forma è piatta o da convessa a conica.
Fiori.  I fiori sono tetra-ciclici (formati cioè da 4 verticilli: calice – corolla – androceo – gineceo) e pentameri (calice e corolla formati da 5 elementi). Si distinguono in:
- fiori del raggio (esterni): sono femminili e sono disposti su 1 - 3 serie; sono filiformi o ligulati (zigomorfi);
- fiori del disco (centrali): sono più numerosi con forme tubulose (attinomorfe); sono funzionalmente maschili (raramente sono bisessuali).

- Formula fiorale:

*/x K {\displaystyle \infty }, [C (5), A (5)], G 2 (infero), achenio
- Calice: i sepali del calice sono ridotti ad una coroncina di squame.

- Corolla: 
  - fiori del raggio: la forma della corolla alla base è tubulosa, mentre all'apice è filiforme-ligulata; il colore varia da bianco a blu o porpora;
  - fiori del disco: la forma è tubulare-campanulata terminante con 5 lobi; i lobi, patenti o eretti, hanno una forma triangolare; il colore è giallo, verde o violaceo.

- Androceo: l'androceo è formato da 5 stami sorretti da filamenti generalmente liberi; gli stami sono connati e formano un manicotto circondante lo stilo; le teche (produttrici del polline) alla base sono troncate e sono lievemente auricolate (molto raramente sono speronate o hanno una coda); le appendici apicali delle antere hanno delle forme piatte e lanceolate; il tessuto endoteciale (rivestimento interno dell'antera) è quasi sempre polarizzato (con due superfici distinte: una verso l'esterno e una verso l'interno). Il polline è sferico con un diametro medio di circa 25 micron;  è tricolporato (con tre aperture sia di tipo a fessura che tipo isodiametrica o poro) ed è echinato (con punte sporgenti).[9][11]

- Gineceo: l'ovario è infero uniloculare formato da 2 carpelli.[5] Lo stilo (il recettore del polline) è profondamente bifido (con due stigmi divergenti) e con le linee stigmatiche marginali separate.[12] I due bracci dello stilo hanno una forma lanceolata a deltoide e possono essere papillosi o ricoperti da ciuffi di peli.

Frutti. I frutti sono degli acheni con pappo:
- achenio: è piccolo e di colore marrone chiaro; la forma è obovoide compressa con alcune coste (o nervi) longitudinali; la superficie è glabra oppure setolosa a punteggiata di ghiandole;
- pappo: è composto da setole disposte su alcune serie (quelle esterne possono essere formate da scaglie).

## Biologia
Impollinazione: l'impollinazione avviene tramite insetti (impollinazione entomogama tramite farfalle diurne e notturne).

Riproduzione: la fecondazione avviene fondamentalmente tramite l'impollinazione dei fiori (vedi sopra).

Dispersione: i semi (gli acheni) cadendo a terra sono successivamente dispersi soprattutto da insetti tipo formiche (disseminazione mirmecoria). In questo tipo di piante avviene anche un altro tipo di dispersione: zoocoria. Infatti gli uncini delle brattee dell'involucro (se presenti) si agganciano ai peli degli animali di passaggio disperdendo così anche su lunghe distanze i semi della pianta. Inoltre per merito del pappo il vento può trasportare i semi anche a distanza di alcuni chilometri (disseminazione anemocora).

## Distribuzione e habitat
Le specie di questo genere sono distribuite in Sud America.

## Sistematica
La famiglia di appartenenza di questa voce (Asteraceae o Compositae, nomen conservandum) probabilmente originaria del Sud America, è la più numerosa del mondo vegetale, comprende oltre 23.000 specie distribuite su 1.535 generi, oppure 22.750 specie e 1.530 generi secondo altre fonti (una delle checklist più aggiornata elenca fino a 1.679 generi). La famiglia attualmente (2021) è divisa in 16 sottofamiglie; la sottofamiglia Asteroideae è una di queste e rappresenta l'evoluzione più recente di tutta la famiglia.

### Filogenesi
La tribù Astereae (una delle 21 tribù della sottofamiglia Asteroideae) comprende circa 40 sottotribù. In base alle ultime ricerche nella tribù sono stati individuati (provvisoriamente) 5 principali lignaggi:
- Basal grade: include alcuni generi isolati, il gruppo "South American-Oceania",  alcune sottotribù africane e il gruppo dei generi legnosi del Madagascar.
- Bellis lineage: comprende le sottotribù eurasiatiche e una sottotribù africana.
- Aster lineage: include i generi asiatici di Asterinae e i principali gruppi dell'Australia e dell'Oceania.
- Baccharis lineage: include alcuni gruppi sudamericani.
- North American lineage: include la vasta gamma di sottotribù del Nordamerica, Messico e alcuni gruppi distribuiti nel Sudamerica.

Il genere  Diplostephium (insieme alla sottotribù Baccharidinae) è incluso nel lignaggio "Baccharis lineage" relativo agli areali del Sud America. La sottotribù Baccharidinae è divisa in 9 gruppi. Il genere di questa voce è incluso nel " Diplostephium group".
I caratteri distintivi del genere sono:
- nei rami giovanili le foglie sono persistenti;
- i fiori del disco sono tutti funzionalmente maschili;
- il pappo è composto da diverse setole;
- gli acheni dei fiori del raggio sono compressi con 3 - 5 coste.

Il numero cromosomico delle specie di questo genere è: 2n = 18.
In precedenti trattazioni questo genere è descritto all'interno della sottotribù Hinterhuberinae (ora sinonimo di Baccharidinae).

### Elenco delle specie
Questo genere ha 56 specie:
- Diplostephium abietinum S.F.Blake
- Diplostephium affine Wedd.
- Diplostephium antisanense Hieron.
- Diplostephium asplundii Cuatrec.
- Diplostephium azureum Cuatrec.
- Diplostephium barclayanum Cuatrec.
- Diplostephium cajamarquillense Cuatrec.
- Diplostephium callaense Cuatrec.
- Diplostephium callilepis S.F.Blake
- Diplostephium carabayense Wedd.
- Diplostephium cinereum Cuatrec.
- Diplostephium crypteriophyllum Cuatrec.
- Diplostephium dentatum Cuatrec.
- Diplostephium empetrifolium S.F.Blake
- Diplostephium ericoides (Lam.) Cabrera
- Diplostephium espinosae Cuatrec.
- Diplostephium fernandez-alonsoi S.Díaz
- Diplostephium flavidum V.M.Badillo
- Diplostephium foliosissimum S.F.Blake
- Diplostephium friedbergii Cuatrec.
- Diplostephium glandulosum Hieron.
- Diplostephium gnidioides S.F.Blake
- Diplostephium goodspeedii Cuatrec.
- Diplostephium gynoxyoides Cuatrec.
- Diplostephium haenkei Wedd.
- Diplostephium hartwegii Hieron.
- Diplostephium hippophae S.F.Blake
- Diplostephium incanum Hieron.
- Diplostephium jelskii Hieron.
- Diplostephium juniperinum Cuatrec.
- Diplostephium konotrichum Cuatrec.
- Diplostephium lanatum Cuatrec.
- Diplostephium lechleri Wedd.
- Diplostephium leucactinum Cuatrec.
- Diplostephium macrocephalum S.F.Blake
- Diplostephium meyenii Wedd.
- Diplostephium oblanceolatum S.F.Blake
- Diplostephium oxapampanum Cuatrec.
- Diplostephium pachyphyllum Cuatrec.
- Diplostephium paposanum S.T.Ibáñez & Muñoz-Schick
- Diplostephium pearcei Sprague & S.F.Blake
- Diplostephium peruvianum Cuatrec.
- Diplostephium pulchrum S.F.Blake
- Diplostephium ramiglabrum Cuatrec.
- Diplostephium sagasteguii Cuatrec.
- Diplostephium sandiense Cuatrec.
- Diplostephium serratifolium Cuatrec.
- Diplostephium spinulosum Wedd.
- Diplostephium stuebelii (Hieron.) Cuatrec.
- Diplostephium tacorense Hieron.
- Diplostephium tolimense  Cuatrec.
- Diplostephium vaccinioides  S.F.Blake
- Diplostephium vermiculatum  Cuatrec.
- Diplostephium weberbaueri  Cuatrec.
- Diplostephium wurdackii  Cuatrec.
- Diplostephium yahuarcochense  Cuatrec

Nota: la specie Dysaster cajamarcensis H.Rob. & V.A.Funk descritta da alcune checklist all'interno del genere Dysaster H.Rob. & V.A.Funk, qui è considerata sinonimo della specie Diplostephium serratifolium Cuatrec..

### Sinonimi
Sono elencati alcuni sinonimi per questa entità:
- Simblocline DC.